# Ede Stad
Ede Stad (ook bekend als EdeStad.nl) is een Nederlands lokaal nieuwsblad dat uitkomt in de gemeente Ede. De krant wordt uitgegeven door BDUmedia en de redactie houdt kantoor in de plaats Ede.
Anno 2024 verschijnt de krant in een oplage van 50.000 exemplaren één keer per week op woensdag in Ede, Bennekom, Ederveen, Harskamp, Hoenderloo, De Klomp, Lunteren, Meulunteren, Otterlo, De Valk, Wageningen-Hoog, Walderveen en Wekerom. 

## Geschiedenis
De krant verscheen voor het eerst op 15 mei 1974 als Veldhuizen, Weekblad voor Nieuw Ede. De krant groeide al snel uit tot een gratis nieuwsblad voor de gehele gemeente Ede en werd omgedoopt tot Ede Stad, nieuwsblad voor de gemeente Ede.
In 1984 kwam Ede Stad twee keer per week uit, op maandag en woensdag. In 1985 werd ook gestart met Kabelkrant Ede, de eerste kabelkrant in Nederland die 24 uur per etmaal draaide.  In 2000 werd de website gelanceerd. Kort daarop maakte de redactie ook lokale televisie onder de naam EdeStadsTV. In 2002 werd gestopt met zowel de kabelkrant als televisie.